# Papírna Slovany
Papírna Slovany v Plzni byla založena koncem 19. století a prosperovala až do roku 2004, kdy došlo ke zrušení výroby. Cihlová budova bývalé papírny se nachází v Zahradní ulici na Slovanech.

## Historie
Areál papírny, akciové společnosti v Praze, později Piettovy papírny, vznikl na konci 19. století v Plzni-Slovanech. Již od roku 1870 tu stál malý výrobní objekt, úřednická budova, konírny a kolny, vše v pozdně klasicistním stylu. V osmdesátých letech koupila papírnu pražská společnost Piette, která provoz rozšířila a modernizovala (stroje od švýcarské firmy Wyss a plzeňské firmy Škoda, elektrizaci řídil ing. Fr. Křižík). Postaven byl velkorysý dvoupatrový objekt z červených cihel, později i funkcionalistické třípatrové skladiště aj. U papírny byl založen park a postavena tzv. „Papírenská“ vila. Papírna vyráběla papír se smrkovou vlákninou a brzy i jiné druhy papíru. Úspěch se dostavil brzy a export se pak rozšířil do celého světa (mj. i do Indie, Japonska a USA). 
Roku 1912 byl podnik včleněn do koncernu „Neusiedelské a. s. pro výrobu papírů“, roku 1923  pak byla tato společnost přejmenována na „Pražská Neusiedelská a.s.“ Roku 1926 pak papírnu zakoupil koncern, v němž představoval majoritního vlastníka pražský podnik „Bankovní dům Petschek a spol.“ V letech 1929 až 1933 bylo, v reakci na Velkou hospodářskou krizi, do papíren investováno velké množství financí. Proběhla celková modernizace továrny, realizován byl například projekt výstavby třípatrové budovy expedičního skladu. Celý provoz papírny byl v této době také elektrifikován. Od roku 1936 pak probíhala výroba na čtvrtém, nově pořízeném papírenském stroji. 
Události v továrně během druhé světové války jsou neznámé, ale v areálu bylo vybudováno množství podzemních chodeb. Po roce 1945 byla papírna znárodněna, ale stále prosperovala, areál měl rozlohu 11 hektarů, hlavní papírenská věž byla vysoká padesát metrů. Vznikl národní podnik Západočeské papírny se sídlem v Plzni. V letech 1950 až 1952 byl v papírnách instalován pátý papírenský stroj. Vyráběl se tu i speciální papír, celulóza, asi 300 milionů obálek ročně i další produkty. Továrna nebyla závislá na dalších dodavatelích. V roce 1975 došlo v podniku zastavení výroby sulfitové celulózy a výroba v továrně se začala více orientovat na výrobu papírů pro polygrafický průmysl. Před rokem 1989 měla továrna 600 zaměstnanců a vyrábělo se v ní asi 24 tisíc tun papíru ročně.
Ještě v roce 2003 bylo vyrobeno 17 510 tun papíru a přes 247 milionů obálek. Postupně byl však provoz papírny omezován a v letech 2004/2005 se výroba zcela zrušila.

## Současnost
Po roce 2000 se řada budov demolovala, včetně objektů nesporné památkové hodnoty.
V roce 2012 v areálu začalo postupně vznikat Kulturní centrum Papírna, za iniciativy občanského sdružení Pilsen Live! a kreativního Studia Petrohrad, které spojuje osoba Jaroslava Bláhy. Motivací projektu je vytvořit v Plzni skutečně fungující mezioborový prostor, jenž nabídne umělcům i návštěvníkům zázemí a programovou kvalitu.
Industriální prostor bývalé papírny na Slovanech se nachází zhruba 15 minut chůze z centra města oblíbenou vycházkovou trasou proti proudu řeky Radbuzy. Toto místo s atraktivním zevnějškem zachovalé cihlové továrny nabízí více než 2000m² otevřeného prostoru, v němž své místo nalezla galerie současného výtvarného umění, sál pro hudební produkci, koncerty, ﬁremní akce, taneční sál vedený mladými plzeňskými tanečníky, foto a video ateliér i ateliéry pro vystavující umělce. V přízemí situované Café Papírna svým hostům přináší stylovou možnost občerstvení s důrazem na kvalitu a původ sortimentu.
Tým stojící za tímto projektem se zformoval z mladých aktivních lidí různých kreativních oborů, kteří mají v dané problematice praktické zkušenosti a chtějí bez pasivního vyčkávání přispět k tomu, aby se Plzeň po kulturní stránce co nejvíce rozvíjela.
Části areálu jsou rovněž využívány k drobnému průmyslu jako skladovací prostory. A v roce 2015 byla i přes negativní stanovisko památkářů v areálu zahájena výstavba několikapatrového domu pro seniory s plánovanou kapacitou 142 lůžek.
Od roku 2015 zde sídlí úniková hra UnlockTheDoor, jenž v současnosti disponuje dvěma hrami a jejíž místnost Stroj času (ve stylu steampunk/sci-fi) je v rámci ČR i Evropy unikátní svým designem a hádankami.

## Externí odkazy

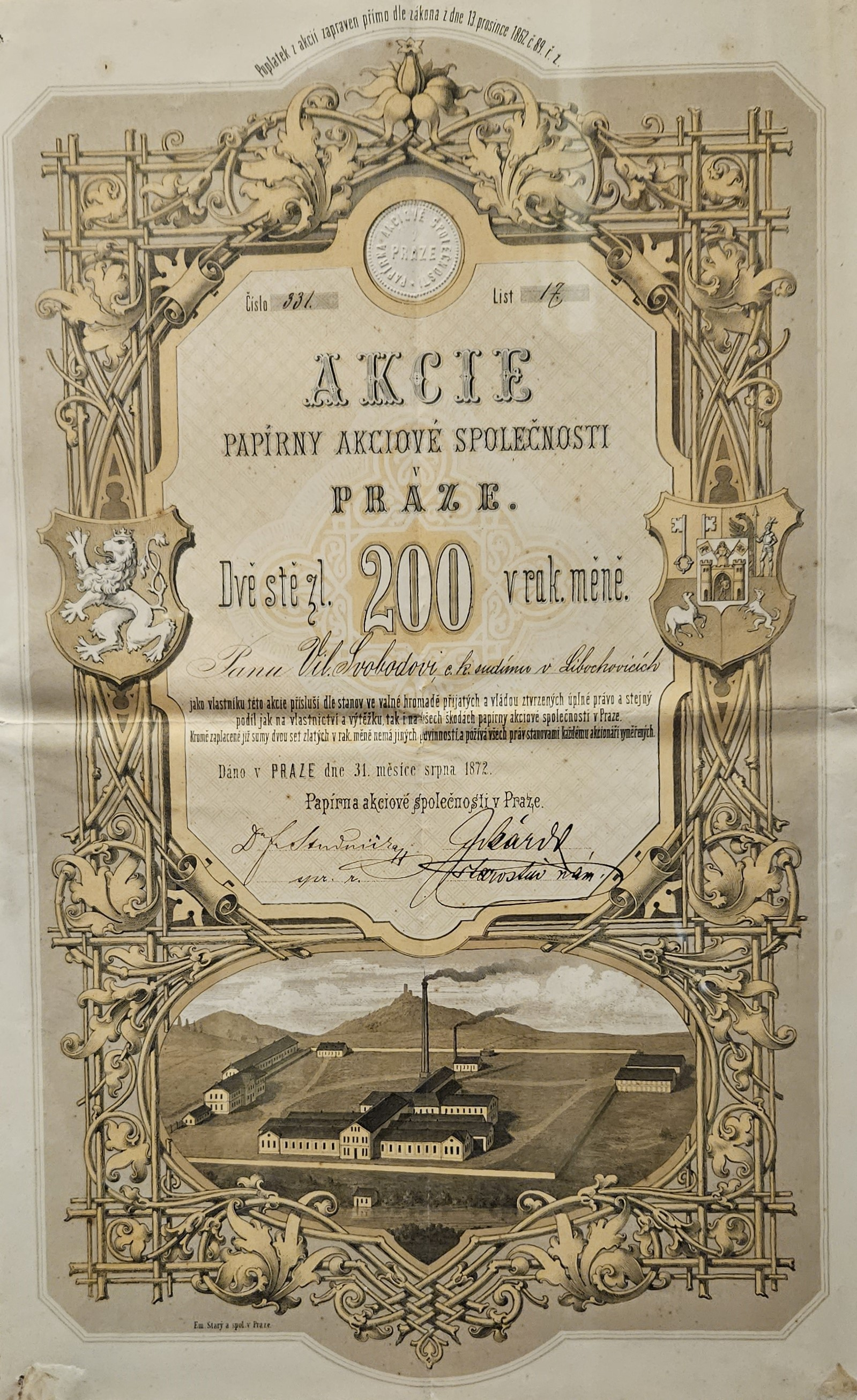
Akcie

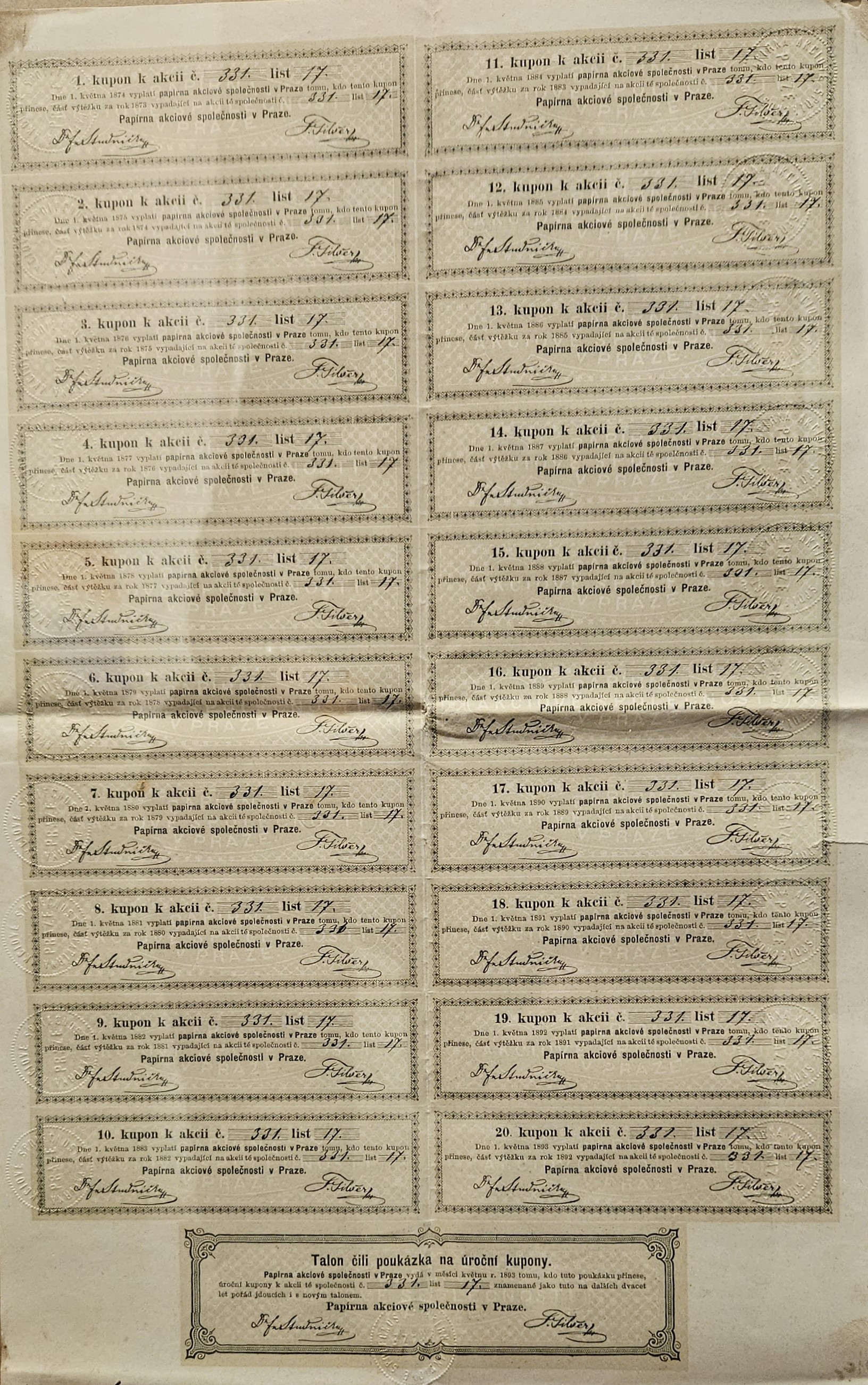
Kuponový arch